# Sylvia Kühnemund
Sylvia Kühnemund (Sangerhausen, 25 juli 1974) is een atleet uit Duitsland.
Op de Olympische Zomerspelen van Atlanta in 1996 liep ze de 1500 meter.
Met een tijd van 4:16,85 haalde ze de finale niet.

## Persoonlijk record
| Onderdeel      | Resultaat | Jaar |
| -------------- | --------- | ---- |
| 800 m          | 2:02,69   | 1996 |
| 1500 m         | 4:05,96   | 1998 |
| 5000 m         | 16:06,6   | 1998 |
| 3000 m steeple | 10:25,38  | 2002 |

| Onderdeel | Resultaat | Jaar |
| --------- | --------- | ---- |
| 800 m     | 2:03,72   | 1997 |
| 1000 m    | 2:41,45   | 1997 |
| 1500 m    | 4:06,56   | 1997 |
| 300 m     | 9:12,50   | 1999 |

- World Athletics: 14278594